# (5435) Kameoka
(5435) Kameoka est un astéroïde de la ceinture principale.

## Description
(5435) Kameoka est un astéroïde de la ceinture principale. Il fut découvert le 21 janvier 1990 à Dynic par Atsushi Sugie. Il présente une orbite caractérisée par un demi-grand axe de 3,16 UA, une excentricité de 0,13 et une inclinaison de 18,1° par rapport à l'écliptique.

## Compléments